# Arkadiusz Pyrka
 (août 2025).
Arkadiusz Pyrka, né le 20 septembre 2002 à Radom en Pologne,  est un footballeur polonais qui évolue au poste d'ailier droit au Piast Gliwice.

## Biographie

### Znicz Pruszków
Né à Radom en Pologne, Arkadiusz Pyrka est notamment formé par deux clubs de sa ville natale, le Radomiak Radom puis le Broń Radom (en) avant de rejoindre le Znicz Pruszków. C'est avec ce club qu'il commence sa carrière. Le club évolue en troisième division polonaise lorsqu'il joue son premier match, à quinze ans, le 21 juillet 2018, contre le Resovia Rzeszów lors de la première journée de la saison 2018-2019. Il entre en jeu en cours de partie lors de cette rencontre remportée par son équipe (1-3 score final).
Il inscrit son tout premier but en professionnel le 17 novembre 2019, lors d'une rencontre de championnat face au GKS Katowice. Titulaire ce jour-là, il marque le deuxième but de son équipe, qui l'emporte ce jour-là (2-1 score final).

### Piast Gliwice
Le 4 août 2020, alors âgé de 17 ans, il rejoint le Piast Gliwice, signant un contrat courant jusqu'en juin 2023,. Il joue son premier match sous ses nouvelles couleurs le 15 août 2020, à l'occasion d'une rencontre de coupe de Pologne face au Resovia Rzeszów. Il entre en jeu en cours de partie ce jour-là, et se fait immédiatement remarquer en inscrivant ses deux premiers buts pour le Piast Gliwice, participant à la large victoire de son équipe (0-4 score final).
Le 31 juillet 2021, Pyrka inscrit son premier but en première division polonaise, sur la pelouse du Stal Mielec. Titulaire ce jour-là, il participe à la victoire de son équipe (0-2),.

### En sélection
Il joue son premier match avec l'équipe de Pologne des moins de 20 ans le 2 septembre 2020, contre l'Italie. Il entre en jeu en cours de partie, et son équipe s'incline (0-2). Le 11 octobre 2020, il inscrit son premier but avec les moins de 20 ans, face à la Norvège, et contribue ainsi à la victoire des siens (1-5 score final).
Arkadiusz Pyrka joue son premier match avec l'équipe de Pologne espoirs le 23 septembre 2022, lors d'un match amical contre la Grèce. Il entre en jeu à la place de Michał Rakoczy et son équipe est battue par un but à zéro.